# Phodilus assimilis
La lechuza cornuda de Ceilán (Phodilus assimilis) es una especie de ave estrigiforme de la familia Tytonidae endémica de la isla de Sri Lanka y de los Ghats occidentales, en el suroeste de la India. 

## Taxonomía
La lechuza cornuda de Ceilán fue descrita por el naturalista inglés Allan Octavian Hume en 1873 pero fue solo hasta 1877 que introdujo el nombre binomial Phodilus assimilis. El nombre del género Phodilus  deriva del griego antiguo phōs para «luz» o «luz de día» y deilos que significa «tímido» o «cobarde». El epíteto específico  assimilis es el latín para «similar» o «parecido».
Anteriormente se consideraba una subespecie de la lechuza cornuda oriental (Phodilus badius), pero en la actualidad es tratada como especie completa debido a diferencias en el llamado, plumaje y su distribución disjunta.

### Subspecies
Se reconocen dos subespecies:
- P. a. ripleyi Hussain & Reza Khan, 1978 - en los Ghats occidentales;[10]
- P. a. assimilis A. O. Hume, 1877 – en el centro y sur de Sri Lanka.

La subespecie india se encuentra a lo largo de los Ghats occidentales, principalmente al sur de Goa, pero como son discretos, los registros son raros y su presencia a menudo ha sido detectada solo después del descubrimiento de individuos lesionados.